# Dimling
Dimling (früher auch Diemling) ist eine Ortschaft in der Stadtgemeinde Waidhofen an der Thaya im Bezirk Waidhofen an der Thaya in Niederösterreich mit 100 Einwohnern (Stand 1. Jänner 2024).

## Geografie
Die Rotte liegt an der Waidhofener Straße westlich von Waidhofen. Knapp westlich des Ortes zweigt die Landesstraße L8131 nach Großgerharts ab. Am 1. April 2020 umfasste der Ort Dimling 42 und die Ortschaft 44 Adressen.

## Geschichte
Der im Dreißigjährigen Krieg völlig zerstörte Ort blieb lange Zeit öde. Um 1840 war der Ort aber wieder im Entstehen begriffen, berichtete Schweickhardt, und beschrieb die Einwohner als Kleinhäusler mit zwei Joch Grund. Zunächst lag das davor unbewohnte Gebiet in der Katastralgemeinde Großeberharts, mit fortschreitender Besiedlung wurde es aber der Katastralgemeinde Waidhofen an der Thaya zugeschlagen. Laut Adressbuch von Österreich waren im Jahr 1938 in Dimling eine Gastwirtschaft, ein Tischler und ein Weber ansässig.

## Tyco Electronics
Eine in der Nachkriegszeit von Josef Breit am westlichen Ortsausgang errichtete Webwarenfabrik gelangte 1965 an die Schrack AG, die in den 1970ern hier die Relais- und Schaltgerätemontage zusammenzog. Heute gehört das Werk zu Tyco Electronics. Als erster Betrieb im Waldviertel bot Tyco Electronics im Werk Dimling/Waidhofen die Kombination der klassischen Lehre mit einem FH-Studium an. Der Standort Dimling ist mit rund 450 Mitarbeitern das weltweite Kompetenzzentrum für sämtliche Forschungs- und Entwicklungsbereiche sowie für die Relaisfertigung. Dimling ist weltweiter Technologieführer bei elektromechanischen Netzrelais.